# Groenige perenvezelkop
De groenige perenvezelkop (Inocybe corydalina) is een schimmel behorend tot de familie Inocybaceae. Het vormt ectomycorrhiza hoofdzakelijk met beuken (Fagus), maar soms ook eik (Quercus). Hij komt voor in met bomen beplante lanen op kalkrijke klei en zand.

## Kenmerken

### Uiterlijke kenmerken
Hoed
De hoed heeft een diameter tot 8 cm. Het hoedoppervlak is fijn vezelig, maar schilferig in het midden (soms klonterig). De hoed bleekgeel tot bruin, vaak met groenachtige tinten. Het midden van de hoed is donkerder bruin tot groenachtig, soms zwart. De vorm is kegelvormig tot convex of vlak van leeftijd, met of zonder umbo.
Lamellen
De lamellen zijn aangehecht (adnate) en zeer talrijk, bleek crèmebruin tot grijsachtig bleekgeel.
Steel
De steel is 2,5 tot 10 cm lang en 4 tot 6 mm dik. Het is over de hele lengte even breed, soms met wat verdikte basis. Het bovenste deel van de steel is glad en het onderste deel is fibrillose (berijpt). Heeft een gedeeltelijke sluier die snel verdwijnt.
Vlees
Vlees en lamellen worden lichtjes rood als ze gekneusd of onder druk worden gezet.
Geur
De geur is opdringerig zoet (perubalsem).

### Microscopische kenmerken
De groenige perenvezelkop heeft gladde of citroenvormig sporen, dofbruin, vaak met een blauwgrijze steelbasis en 8-12 × 5-6 groot. Basidia meten 28–30 × 10–15 µm. Ze hebben vier en zelden twee sterigma’s. Cystidia zijn bijna of volledig halsloos. Pleurocystidia 33-70 × 9-21 µm. Cheilocystidia komen niet vaak voor.

## Verspreiding
De groenige perenvezelkop komt voor in Noord-Amerika en Europa. In Europa is het waargenomen in Zwitserland, Zweden, Frankrijk, Denemarken, Oostenrijk, Groot-Brittannië, België, Slovenië, Spanje, Duitsland, VS, Noorwegen, Estland, Luxemburg, Luxemburg, Polen, Canada, Italië, Rusland, Kroatië, Ierland, IJsland, Roemenië. In Nederland matig algemeen voor. Hij staat op de rode lijst in de categorie 'Kwetsbaar'.

## Eetbaarheid
Gurevich en Nezoiminogo meldden dat deze paddenstoel het mycotoxine muscarine bevat maar geen psilocybine; andere onderzoekers hebben dit resultaat niet kunnen bevestigen. Chemische analyse door Stijve en Kuyper laat zien dat het 0,032% psilocybine bevat, een zeer lage concentratie.

## Foto's

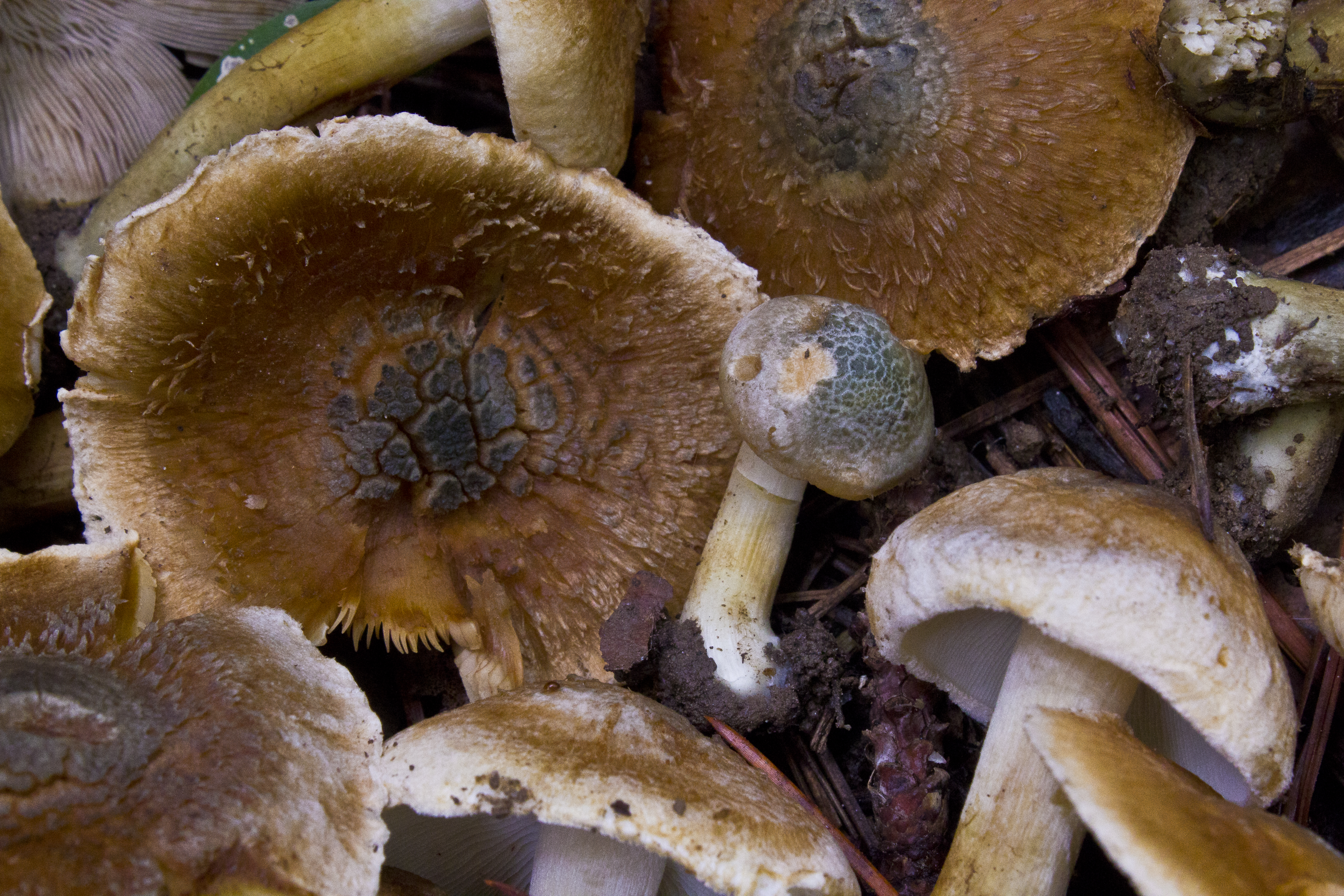
Paddenstoel
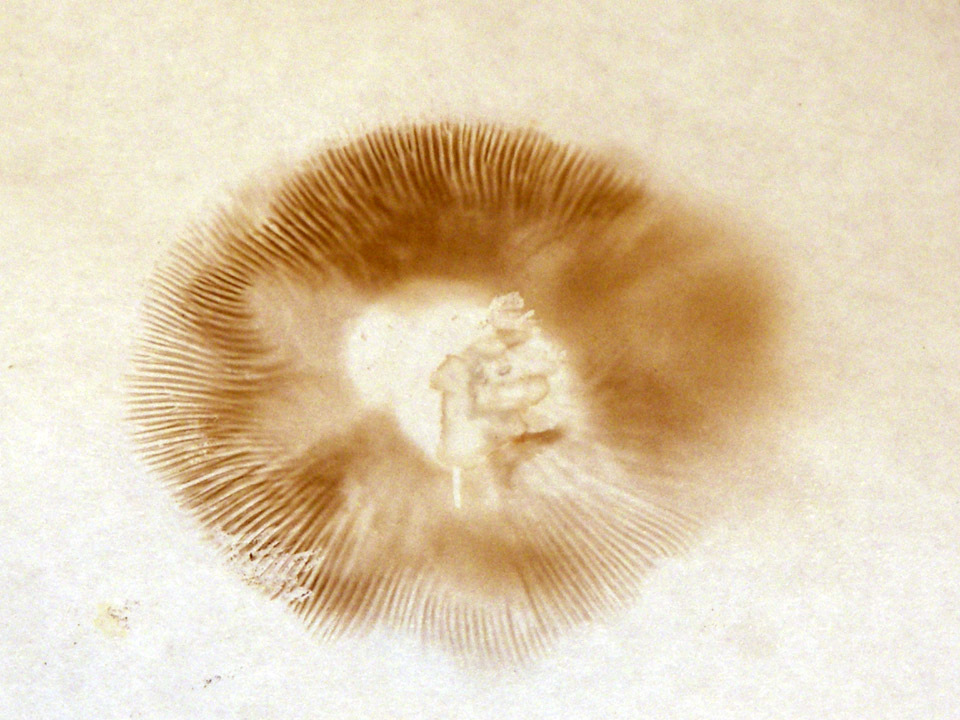
Sporenprint
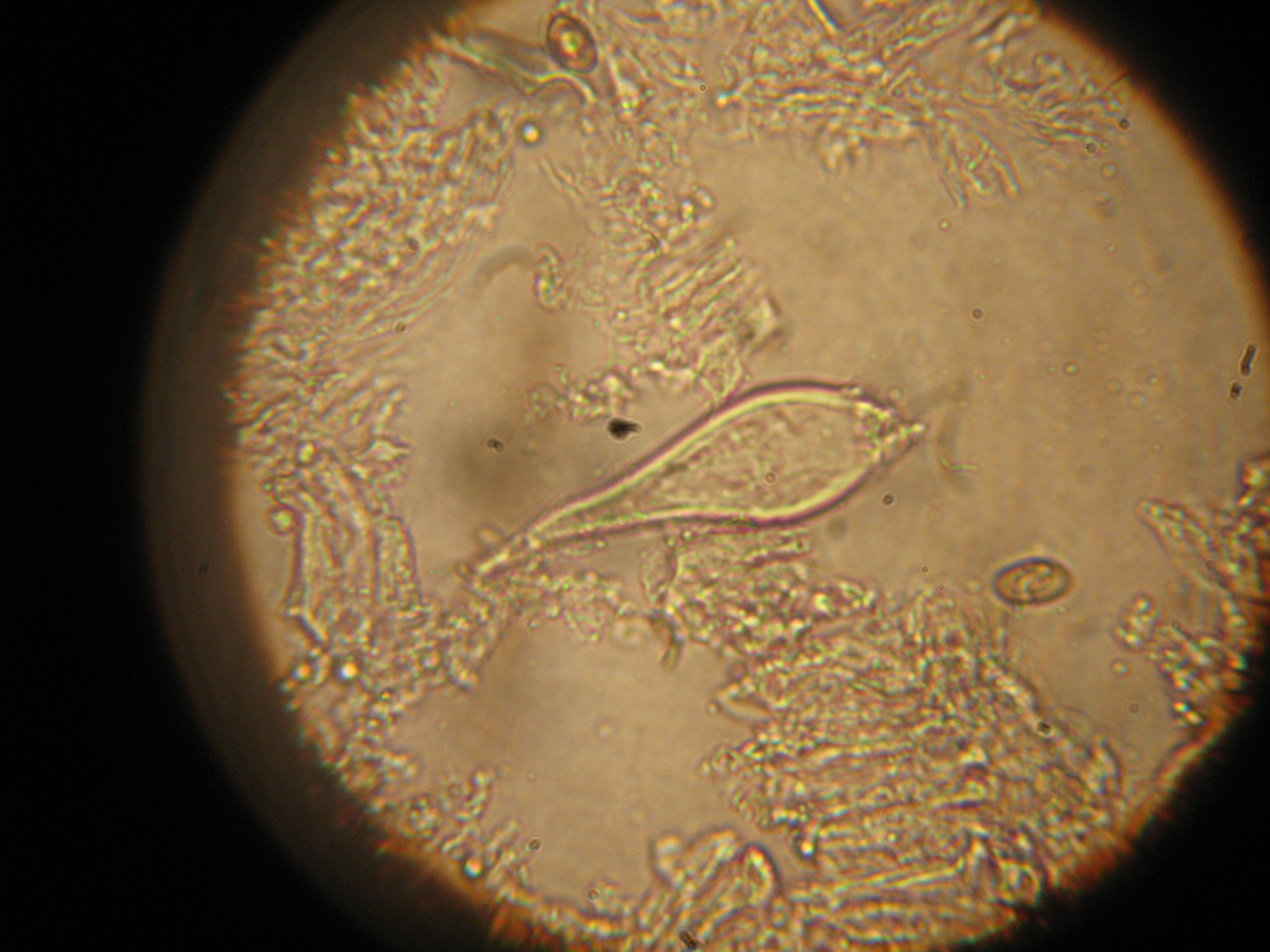
Pleurocystidia
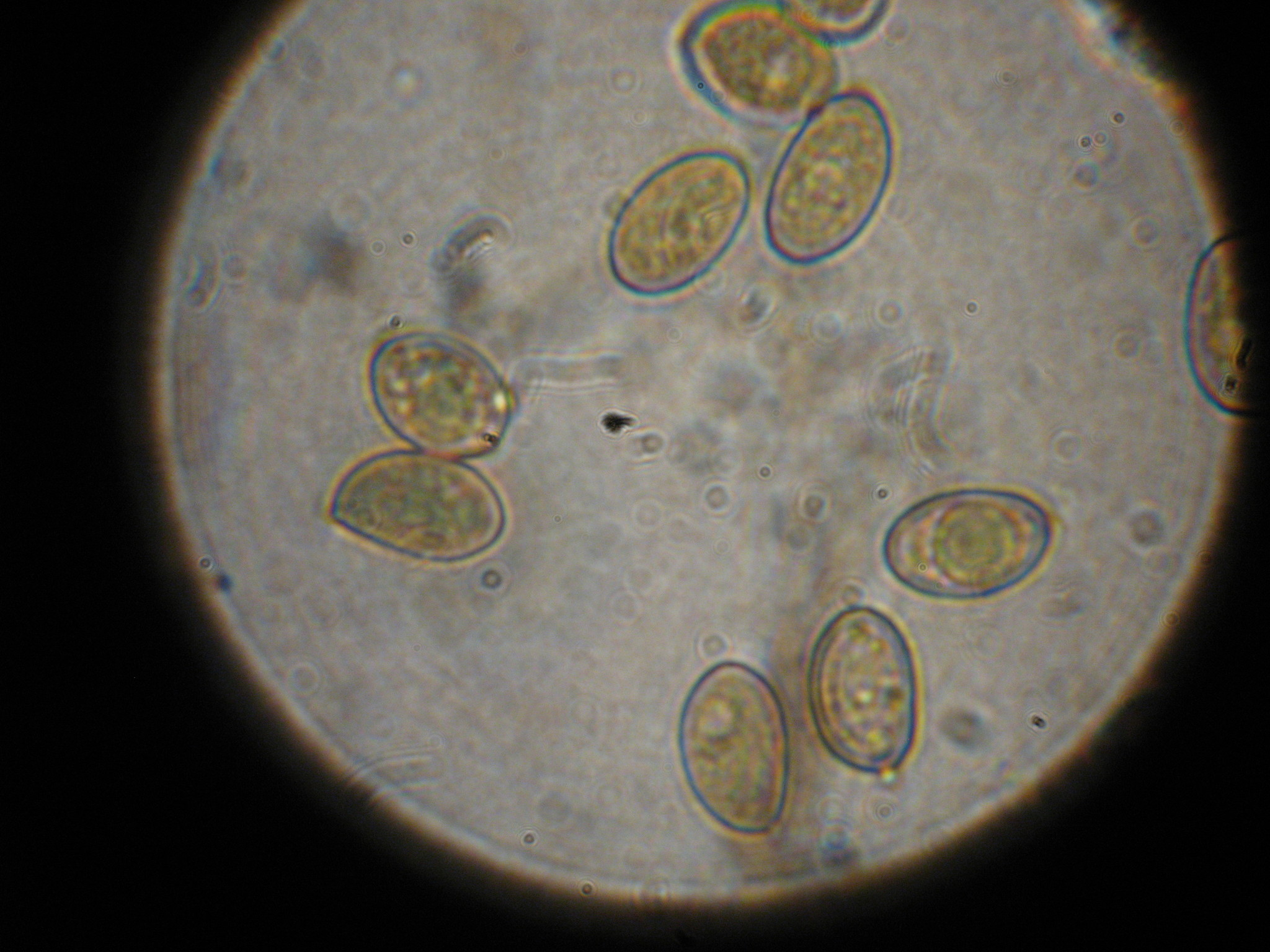
Sporen